# Brian Lemon
Brian Lemon, né le 11 février 1937 à Nottingham, Angleterre et mort le 11 octobre 2014 à Bexhill-on-Sea, est un pianiste et arrangeur de jazz britannique.

## Biographie
Lemon est né à Nottingham et s'installe à Londres au milieu des années cinquante pour rejoindre le groupe de Freddy Randall.
Il travaille ensuite dans de nombreux orchestres et groupes dont ceux de George Chisholm et de Kenny Baker.
Au cours de sa carrière, il travaille également Benny Goodman, Charlie Watts, Scott Hamilton, Buddy Tate, Milt Jackson, Ben Webster et Digby Fairweather. Il dirige également son propre octet qui joue des compositions de Billy Strayhorn.
En 1994, un label, Zephyr est créé par l'homme d'affaires John Bune avec pour unique objet de publier une série de 27 albums, enregistrés sur dix ans, où Lemon est leader ou sideman.
Souffrant d'arthrose aux mains, Lemon est contraint de prendre sa retraite en 2005.

## Discographie
Comme leader/co-leader
- 1970 : Brian Lemon Ensemble: Our Kind Of Music (77 Records) avec notamment Tony Coe et Bobby Orr[1]
- 1995 : But Beautiful - Brian Lemon Quartet. (Zephyr Records)
- 1996 : Over The Rainbow - Brian Lemon Quartet avec Derek Watkins (Zephyr Records)
- 1997 : A Beautiful Friendship - Brian Lemon et Roy Williams Quintet (Zephyr Records) (British Jazz Awards Best CD 1997)
- 2001 : My Shining Hour - Brian Lemon Trio (Zephyr Records)

Comme sideman
- 1989 : Cookin (avec Charly Antolini et Dick Morrissey)
- 1990 : Charly Antolini Meets Dick Morrissey
- 1993 : The Great British Jazz Band (Candid Records)